# Удари юності
Удари юності (англ. Teenage Kicks) — австралійська драма, знята Крейгом Борехемом та випущена 2016 року. Історія кохання та дорослішання представників квір-спільноти.

## Сюжет
Міклош Варга, син угорських іммігрантів в Австралії, почувається винним у випадковій смерті свого старшого брата Томі, та намагається змиритися зі своїм сексуальним потягом до найкращого друга Дена.

## У ролях
- Майлз Санто — Міклош Варга
- Деніел Веббер — Ден
- Надім Кобейсі — Томі
- Шарі Себбенс — Аннушка
- Шарлотта Бест — Федра
- Тоні Полі — Віктор, батько Міклоша
- Анні Фінстерер — Іллона, мати Міклоша
- Ян Робертс — Джек, батько Дена

## Виробництво
Режисером фільму виступив Крейг Борем. Оператор фільму – його давня колега та подруга Бонні Елліотт, з якою разом знімали короткометражний фільм «Потопаючий», яка стала певною прелюдією до фільму «Удари юності».
Прем'єра відбулася у червні 2016 року на Сіднейському кінофестивалі.

## Сприйняття
Люк Бакмастер із «The Guardian», оцінив фільм 4 зірки з 5, й написав, що Борем був «переконливим новим голосом в квір-австралійському кіно», і похвалив операторську роботу Елліотт, сказавши, що вона «добре підходить до нестабільної емоційної природи драми, допомагає відвести фільм від імпульсів соціального реалізму до більш стилістичної палітри», і сказавши, що вона «проявляється – якщо вона ще цього не зробила – як одна з найкращих гострих очей австралійського кіно».
Деякі кінокритики порівнювали фільм з фільмом 1998 року «Головою об стіну», фільмом про гея грецького австралійця.
Санто отримав нагороду за найкращу чоловічу роль на фестивалі Iris Prize 2017 року. Композитор Девід Барбер був номінований на премію «AACTA» за найкращу оригінальну музичну партитуру на 6-й церемонії вручення премії AACTA, а Борем отримав номінацію на премію Австралійської гільдії режисерів за найкращу режисуру художнього фільму.